# ألكايوس من ميتيليني
ألكايوس ميتيليني (/ ælˈsiːəs /؛ بالإغريقية: Ἀλκαῖος ὁ Μυτιληναῖος؛ حوالي 625–620 - 580 قبل الميلاد) كان شاعراً غنائيًا من جزيرة ليسبوس اليونانية ومخترع مقطع الكايك. أُدرج في القائمة الكنسية المكونة من تسعة شعراء غنائيين من قبل علماء الهلنستية بالإسكندرية. كان من عشاق صافو المعاصرين المزعومين، وقد تبادل معهم القصائد. وُلِد في الطبقة الحاكمة الأرستقراطية في ميتيليني، المدينة الرئيسية في ليسبوس، حيث كان متورطًا في النزاعات والخلافات السياسية.

## السيرة الشخصية
الخطوط العريضة لحياة الشاعر معروفة جيدًا. وُلِد في الطبقة المحاربة الأرستقراطية التي سيطرت على ميتيليني، أقوى دولة مدينة في جزيرة ليسبوس، وفي نهاية القرن السابع قبل الميلاد، أكثر المدن اليونانية نفوذاً في شمال بحر إيجة، إذ امتلكت بحرية ومستعمرات قوية طرقها التجارية في منطقة هيليسبونت. كان يحكم المدينة منذ فترة طويلة ملوك ولدوا لعشيرة بنتيليد، ولكن خلال حياة الشاعر، كان البنتيليدس قوة مستهلكة وتنافست فصائل الأرستقراطيين مع بعضها البعض من أجل السلطة العليا. شارك ألكايوس وإخوانه الأكبر سنًا في النضال ولكنهم حققوا نجاحًا ضئيلًا. يمكن فهم مغامراتهم السياسية من حيث ثلاثة طغاة حكموا على التوالي:
- ميلانكروس - أطيح به في 612 ق.م. كان ألكايوس في ذلك الوقت أصغر من أن يشارك بنشاط.
- مايرسيلس - لا يُعرف متى تولى السلطة، لكن بعض الآيات التي كتبها ألكايوس (الفقرة 129) تشير إلى أن الشاعر وإخوانه وبيتاكوس قد خططوا للإطاحة به وأن بيتاكوس خذلهم لاحقًا؛ هرب ألكايوس وإخوانه إلى المنفى حيث كتب الشاعر في وقت لاحق أغنية للشرب احتفالًا بأخبار وفاة الطاغية (الفقرة 332).
- بيتاكوس - الشخصية السياسية المهيمنة في عصره، تم انتخابه كقوة عليا من قبل الجمعية السياسية في ميتيليني ويبدو أنه كان يحكم جيدًا (590-580 ق.م.)، حتى أنه سمح لألكايوس وفصيله بالعودة إلى ديارهم بسلام.

في وقت ما قبل 600 قبل الميلاد، حاربت ميتيليني أثينا للسيطرة على سيجيون وكان ألكايوس كبيرًا بما يكفي للمشاركة في القتال. وفقًا للمؤرخ هيرودوت، ألقى الشاعر درعه ليهرب من الأثينيين المنتصرين ثم احتفل بهذه المناسبة في قصيدة أرسلها في وقت لاحق إلى صديقه، ميلانيبوس. ويعتقد أن ألكايوس سافر على نطاق واسع خلال سنواته في المنفى، بما في ذلك زيارة واحدة على الأقل لمصر. يبدو أن شقيقه الأكبر، أنتيمينيداس، كان بمثابة مرتزق في جيش نبوخذ نصر الثاني وربما شارك في غزو أسكلون. كتب ألكايوس قصيدة في الاحتفال بعودة أنتيمينيداس، بما في ذلك ذكر شجاعته في ذبح الخصم الأكبر (جزء 350)، ويصف بفخر الأجهزة العسكرية التي تزين منزل عائلته (الجزء 357).
«لم يختلف ألكايوس في بعض النواحي عن الجندي الملكي في عصر ستيوارت. كانت لديه روح عالية ومرح متهور، وحب البلد المرتبط بالإيمان بالطائفة، تهذّبت عجرفته إثر الكرم وأحياناً الحنان، لشهوده أيامًا جيدة وسيئة". — ريتشارد كلافيرهاوس جيب.
كان ألكايوس معاصرًا للشاعرة صافو ومواطنًا مثلها، ولأن كلا الشاعرين يكتبان من أجل ترفيه أصدقاء ميتيليني، فقد أتيحت لهما فرص عديدة للتواصل مع بعضهما البعض بشكل منتظم، كما هو الحال في كاليستيا، وهو مهرجان سنوي يحتفل باتحاد الجزيرة تحت حكم مايتلين، يُعقد في "ميسون" (يشار إليها باسم تيمينوس في الفصل (129 و130)، حيث قدم صافو أداء علنيًا مع جوقات الإناث. قد تدين إشارة ألكايوس إلى صافو بعبارات أكثر نموذجية للألوهية، مثل صافو المقدسة/ النقية، ذات الابتسامة المحببة (الفصل. 384)، بإلهامها لأدائها في المهرجان. وصلت المدرسة الشعرية للسحاقيات أو الإيولية "من خلال أغاني صافو وألكايوس إلى درجة تألق لم يسبقها إليها أحد" وقد افترض النقاد الإغريق لاحقًا وخلال القرون الأولى للعصر المسيحي أن الشاعرين كانا في الحقيقة عشاقًا، وهو فكرة أصبحت لاحقًا موضوعًا مفضلاً في الفن (كما في الجرة المصورة أعلاه).

## الشعر
جُمعت الأعمال الشعرية لألكايوس في عشرة كتب، بتعليقات تفصيلية، من قِبل الباحثين السكندريين أريستوفان من بيزنطة وأريستارخوس في ساموثريس في وقت ما من القرن الثالث قبل الميلاد، ومع ذلك فإن قصائده اليوم موجودة فقط في شكل مجزأ، متفاوتة في الحجم من مجرد عبارات، مثل النبيذ، نافذة داخل رجُل (الفصل 333) لمجموعات كاملة من القصائد والمقاطع، مثل تلك المذكورة أدناه (الفصل. 346). أدرجه العلماء السكندريون في قائمة الكنسيين التسعة (شاعر غنائي واحد لكل ميوز). من بين هؤلاء، قدّم بيندار العديد من النقاد القدماء لإدراجهم، ولكن البعض أعطى الأسبقية لـ ألكايوس بدلاً من ذلك. عادةً ما يتم تقسيم الكنسيين التسعة إلى مجموعتين، هما ألكايوس، وصافو وأناكريون، كونهما «مطربين» أو «مغنيين منفردين»، بالخصائص التالية:
- ألّفوا وأدّوا شخصيًا أمام الأصدقاء والمنتسبين في الموضوعات ذات الاهتمام المباشر لهم.
- كتبوا بلهجاتهم الأصلية (ألكايوس وصافو في لهجة إيوليك، أناكريون باللغة الأيونية).
- فضلوا قصاصات قصيرة جدًا أو بسيطة جدًا أو «مقطوعات شعرية» أعادوا استخدامها في العديد من القصائد - ومن هنا ظهرت مقاطع «الكايكية» و«السافيشية» التي سميت على اسم الشاعرين اللذين أتقناها أو ربما اخترعاها.

تتألف القصائد الست الأخرى من الكنسيين التسعة من قصائد للمناسبات العامة، تؤديها جوقة ومغنون محترفون وتتميز عادة تقاطيع موزونة معقدة لم تكن مستنسخة في قصائد أخرى. ومع ذلك، فإن هذا التقسيم إلى مجموعتين يعتبره بعض العلماء المعاصرين أمراً مبسَّطًا للغاية وغالبًا ما يكون من المستحيل عملياً معرفة ما إذا كانت الأغنية الغنائية تغنى أو تُتلا، أم أنها كانت مصحوبة بأدوات موسيقية ورقص أم لا. حتى الأفكار الخاصة لـ ألكايوس، التي غُنّيت ظاهريًا في حفلات العشاء، لا تزال تؤدّى بشكل عام.

يسعى النقاد غالبًا إلى فهم ألكايوس مقارنةً بـ صافو من حيث: 
إذا قارنا الاثنين، وجدنا أن ألكايوس متنوعًا، صافو ضيقة في مداها؛ وأن قصائده أقل تألقًا وأقل إيقاعات من قصائدها؛ وأن المشاعر التي يختار عرضها أقل شدة. - ديفيد كامبل
جرى الكشف عن الأغنية الإيولية فجأة، كعمل فني ناضج، في المقاصد المفعمة بالحيوية لألكايوس. لذا ترقى إلى مستوى رفيع أمام معاصرته الأصغر صافو، فكان لحنها غير مسبوق، وربما لا مثيل له، بين جميع آثار القصيدة اليونانية. - ريتشارد جيب
في مجموعة متنوعة من مواضيعه، في إيقاع رائع لتقاطيعه، وفي الكمال الذي لا تشوبه شائبة في أسلوبه، وكل ذلك يظهر حتى في فُتات أعماله المشوه، فهو يتفوق على جميع الشعراء، حتى أكثرهم عاطفة وأكثرهم حساسية وأكثرهم إلهامًا حقًا، صافو المعاصرة. - جيمس إيسبي سميث
قارن الشاعر الروماني هوراس أيضًا الاثنين، واصفًا أليكوس بأنه «يغني بشكل كامل». يبدو أن ألكايوس نفسه يبرز الفرق بين أسلوبه «الواقعي» وصفات صافو «الأكثر سماوية» عندما يصفها بأنها آلهة (كما ورد أعلاه)، ومع ذلك فقد قيل أن الشعراء كانوا مهتمين بالتوازن بين التأليه والتجديف، وعلى التأكيد على العناصر مختلفة في هذا التوازن.
يشجعنا ديونيسيوس من هاليكارناسوس على «ملاحظة التسامح والإيجاز والجمال المقترنة بالقوة الصارمة لدى ألكايوس، وشخصيته الرائعة، وشفافيته التي لم تتأثر باللهجة؛ وفوق كل شيء أسلوبه في التعبير عن مشاعره في الشؤون العامة»، بينما كان كينتيليان، بعد أن يثني على ألكايوس لتميزه «في الجزء من أعماله حيث يستنكر الطغاة ويحض على الأخلاق الحميدة؛ بلغته الموجزة والرفيعة والحذرة التي غالبًا ما يشبه فيها الخطيب». يضيف: «لكنه ينحدر إلى الغفوة والهفوات، على الرغم من أنه أفضل استعدادًا للأشياء الأعلى».

### الأنواع الشعرية
جُمعت أعمال ألكايوس تقليديًا وفقًا لخمسة أنواع.
- القصائد السياسية: غالبًا ما يغطي ألكايوس موضوعًا سياسيًا، يغطي صراعات السلطة على ليسبوس مع شغف وحماس أحد الحزبين، ويلعن خصومه،[21] ويشعر بالبهجة عند وفاتهم،[22] ويقدم عظات مروعة بشأن عواقب التقاعس السياسي ويحث رفاقه على تحدي البطولية،[23] كما هو الحال في أحد أعماله «سفينة الدولة».[24] علق الباحث ديونيسيوس في هاليكارناسوس على ألكايوس باعتباره شاعرًا سياسيًا: «إذا أزلت الأوزان، فستجد خطابًا سياسيًا».[25]
- قصائد الشرب: وفقًا لما قاله النحوي أثينايوس، فإن ألكايوس جعل كل مناسبة ذريعة للشرب وقد قدم عدة اقتباسات كدليل على ذلك.[26] يشجع ألكايوس أصدقاءه على الشرب احتفالًا بوفاة الطاغية،[27] ليشربوا أحزانهم، للشرب لأن الحياة قصيرة[28] ولأن في الخمر الحقيقة،[29] للشرب خلال العواصف الشتوية.[30] والشرب خلال حرارة الصيف.[31] تعيد القصيدة الأخيرة في الواقع صياغة آيات من هسيودوس،[32] أعاد ترتيبها في أوزان اسكليبايد واللهجة الإيولية.
- التراتيل: غنى ألكايوس عن الآلهة بروح تراتيل هوميروس، للترفيه عن رفاقه بدلاً من تمجيد الآلهة وفي نفس الميزان الذي استخدمه في كلماته «الدنيوية».[33] هناك على سبيل المثال أجزاء في ميزان «الصافية» يمتدح الديوسكوري[34] وهيرميس[35] ونهر هبروس.[36] وفقًا لبورفيريون، قلد هوراس ترنيمة هيرميس في إحدى قصائده «الصافية» (م .1.10: ميركوري، فاسوندي نوبس أتلانتس).[37][38]
- أغاني الحب: اختفت جميع آيات ألكايوس الغرامية، التي ذكرها كوينتاليان باستنكار أعلاه، دون أي أثر. هناك إشارة مختصرة إلى شعر حبه في فقرة شيشرون.[39] يصف هوراس -الذي كتب مقلّدًا ألكايوس في أغلب أعماله- في أبيات شعره أحد الموضوعات المفضلة للشاعر السحاقي «ليكوس من الشَعر الأسود والعينين». من المحتمل أن ألكايوس كتب بغرابة عن صافو، كما هو موضح في اقتباس سابق.[40]
- متفرقات: كتب ألكايوس في مجموعة واسعة من المواضيع، والمواضيع التي تظهر تناقضات في شخصيته. نقل النحوي أثينيوس بعض الأبيات عن المراهم المعطرة لإثبات كيف يمكن أن يكون ألكايوس خارجًا عن المعتاد،[41] واستشهد بتوصيفه للدروع التي تزين جدران منزله[42] كدليل على أنه يمكن أن يكون شبيهًا بالحرب بشكل غير عادي لشاعر غنائي.[43] ومن الأمثلة الأخرى على استعداده لكل من الموضوعات الحربية وغير المشهورة، كلمات تحتفل باستغلال أخيه البطولي كمرتزق بابلي،[44] وكلمات تُغنى بإيقاع نادر (صافيك إيونيك في القصر) بصوت فتاة حزينة.[45] ربما قلده هوراس في قصيدة في نفس الوزن.[46] كما كتب مقاطع صافيك حول مواضيع هومير ولكن بأسلوب غير هومري، مقارنًا هيلين من تروي بشكل غير موات مع ثيتيس، والدة آخيل.[47]

### قصيدة الشرب (الفصل 346)
توضح القصائد التالية بعض الخصائص الرئيسية لأسلوب الكايك (تشير الأقواس المربعة إلى عدم اليقين في النص القديم):
لنشرب! لماذا ننتظر المصابيح؟ لم يتبق سوى شبر واحد من ضوء النهار.
أنزلوا الكؤوس الكبيرة، أصدقائي، الكؤوس المطلية
لأن الخمر أعطي للرجال من قبل ابن سميل وزيوس لمساعدتهم على نسيان مشاكلهم. اخلط جزءًا واحدًا من الماء إلى اثنين من النبيذ

قم بصبها حتى الحافة، واجعل كوبًا يدفع الآخر...
المقياس اليوناني هنا بسيط نسبيًا، حيث يحتوي على إسكليياد كبير، والذي يستخدم ببراعة لنقل -على سبيل المثال- إيقاع الكؤوس المزاحمة (ἀ δ 'ἀτέρα τὰν ἀτέραν). عادة ما تكون لغة القصيدة مباشرة وموجزة وتتألف من جمل قصيرة -السطر الأول هو في الواقع نموذج للمعنى المكثف، ويتضمن النصح («دعونا نشرب!)، سؤال بلاغي (» لماذا ننتظر المصابيح؟") وبيان مبرر (لم يتبق سوى شبر واحد من ضوء النهار). المعنى واضح وغير معقد، والموضوع مأخوذ من التجربة الشخصية، وهناك غياب للزخرفة الشعرية، مثل التشبيه أو الاستعارة. وكالعديد من قصائده (على سبيل المثال، الفصل 38، 326، 338، 347، 350)، يبدأ بالفعل (في هذه الحالة "دع في هذه الحالة «دعونا نشرب!») ويتضمن تعبيرًا مثل («لم يتبق سوى شبر واحد من النهار») التي من الممكن أنه قد صاغها بنفسه.

### ترنيمة (الفصل 34)
نادراً ما استخدم ألكايوس الاستعارة أو التشبيه، ومع ذلك فقد كان لديه ولع بالرمز لسفينة الدولة التي أغرقتها العاصفة. يُعدّ الجزء التالي من ترنيمة لكاستر وبوليديوسيس (الديوسكوري) مثالًا آخر على ذلك على الرغم من أن بعض العلماء يفسرون ذلك على أنه صلاة لرحلة آمنة.
إليكم الآن من جزيرة بيلوبس،

يا أولاد زيوس وليدا الأقوياء،

أظهروا أنفسكم بلطف وعلى طبيعتها، كاستور

وبوليديوسيس!

سافروا إلى الخارج على الخيول سريعة القدمين،

على الأرض الواسعة، فوق كل المحيط،

بطريقة تمكنك بسهولة من تحقيق الخلاص من

صرامة الموت الجليدي،

ارسوا على السفن الطويلة ذات الحدود المفاجئة.

ضوء بعيد يضيء الغابات،

ويجلب التوهج إلى سفينة في ورطة

قد أبحرت في الظلام!
كُتبت القصيدة في مقاطع صافيك، وهي عبارة عن قصيدة مرتبطة بشعبية معاصرته، صافو، ولكنه تفوق فيها أيضًا. أعيدت صياغتها بالإنجليزية لتوحي بالإيقاعات نفسها. ربما كانت هناك ثلاثة أقسام أخرى في القصيدة الأصلية ولكن لم يتبق منها سوى تسعة أحرف. «الضوء البعيد» ("Πήλοθεν λάμπροι") هو إشارة إلى شرر القديس إلمو، وهو تفريغ كهربائي يفترضه البحارة اليونانيين القدامى أن يكون عيد الغطاس من الديوسكوري، لكنَّ معنى الخط تم حجبه عن طريق الثغرات الموجودة في ورق البردي إلى أن أعاد تعبئتها عالِم عصري – تُعد مثل هذه الإعادة نموذجية للشعر الموجود. لا تبدأ هذه القصيدة بفعل ولكن بفعل (إليكم) لكنها ما زالت تنقل الإحساس بالعمل. ربما كان يؤدي قصائده في حفلات الشرب للأصدقاء والحلفاء السياسيين - الرجال الذين كان ولاؤهم ضروريًا، خاصة في تلك الأوقات العصيبة.

## وصلات خارجية
- ألكايوس من ميتيليني على موقع الموسوعة البريطانية (الإنجليزية)
- ألكايوس من ميتيليني على موقع ميوزك برينز (الإنجليزية)
- ألكايوس من ميتيليني على موقع ديسكوغز (الإنجليزية)
- أعمال أو نبذة عن ألكايوس من ميتيليني على أرشيف الإنترنت
- أعمال ألكايوس من ميتيليني في ليبري فوكس
- Poems by Alcaeus – English translations
- A. M. Miller, Greek Lyric: – Alcaeus, many fragments
- Alcaeus Bilingual Anthology (in Greek and English, side by side)